# 连瀛洲
連瀛洲（1906年8月2日—2004年8月6日），新加坡義安理工學院、華聯銀行（2001年與大華銀行合併）創辦人、新加坡義安公司（當地潮州人社團，和香港新義安沒有關係）總理，中國廣東潮州府潮陽大布洋鄉人。
1916年到英屬香港工作，1920年起到新加坡工作，直到逝世。